# Агуакатеки
Агуакатеки — индейский народ группы майя.

## Общие сведения
Относятся к американской расе большой монголоидной расы. Говорят на языке агуакатек (агуакатеко) ветви киче. Сейчас среди них распространен также испанский язык. Письменность на основе латинской графики.
В настоящее время проживают на северо-западе Гватемалы. Численность около 80 тысяч человек.

### Жилища
Жилище строится прямоугольное и однокамерное. Материал — камни или адобы, ветки или тростник. Крыша — двускатная, соломенная. Имеется пристроенная паровая баня.

### Одежда
Традиционная одежда у женщин — тёмная полосатая запашная юбка, уипиль с многоцветным орнаментом. Поверх носят прямоугольный шерстяной плащ-одеяло. Обязательно — широкий узорный пояс, а в волосах — красная лента. Женщины ходят босиком.
Мужская одежда — креольского типа. Состоит из рубашки поверх которой надевают шерстяную накидку типа пончо. Рубашка подпоясывается узорным поясом. Мужчины носят сандалии. На голове — соломенные шляпы поверх яркого платка.

### Пища
Основная пищи — растительная.

## Социальное устройство
Семьи большие и расширенные. Семьи в основном патрилейные патрилокальные (2 — 4 поколения). Одна семья, как правило занимает несколько хижин, которые объединены в патронимии. В деревне существует Совет старейшин. Он возглавляется выборным алькальдом, который утверждается муниципальными властями.

## Традиционное занятие
В основном ручное подсечно-огневое земледелие (кукуруза, фасоль, тыква, перец). В местах, где достаточно тепло выращивают томаты, яблоки, лук, картофель, какао, кофе. Занимаются также охотой, собирательством. Отдельные семьи разводят коров, свиней, овец, птицу.
Развито узорное ткачество. Много изготовляют лепной керамики и плетений, в том числе на продажу.

## Религия
Агуакатеки — католики. В то же время существует культ святых патронов деревень, сопровождающийся публичными церемониями и костюмированными праздниками. Культы отправляются членами кофрадий.
Во многих деревнях сохраняются дохристианские верования и обряды. А именно семейный культ священных колодцев, общинный культ пещер и гор, жертвоприношения, аграрные, погребальные и поминальные ритуалы, нагуализм, колдовство, знахарство и прорицания. При этом в ритуалах агуатеки пользуются древним календарём майя. Как правило, это передается через фольклор.